# Josef Zemp
Josef Zemp (ur. 2 września 1834, zm. 8 grudnia 1908) – szwajcarski polityk, prezydent Konfederacji Szwajcarskiej.
Został wybrany do Szwajcarskiej Rady Związkowej 17 grudnia 1891. Był członkiem Szwajcarskiej Partii Chrześcijańsko-Demokratycznej.
Kierował departamentami:
- departament poczty i kolei (1892–1901)
- departament polityczny (1902)
- departament poczty i kolei (1903–1908)

Był wybierany prezydentem Konfederacji dwa razy: w 1895 i 1902.